# Adi Said
Adi bin Haji Mohammad Said (15 januari 1990) is een Bruneis voetballer die bij voorkeur als spits speelt. In 2012 verruilde hij Majra FC voor DPMM FC. In datzelfde jaar debuteerde hij in het Bruneis voetbalelftal.

## Interlandcarrière
In 2012 werd Said opgenomen in de nationale selectie voor het kwalificatietoernooi voor het Zuidoost-Aziatisch kampioenschap voetbal 2012. Daar maakte hij in de wedstrijd tegen Oost-Timor zijn eerste doelpunt als international. Twee jaar later werd hij geselecteerd voor het kwalificatietoernooi voor de editie van 2014, waarin hij tweemaal wist te scoren. Ook maakte Said het winnende doelpunt in de eerste overwinning van Brunei in een WK-kwalificatiewedstrijd; in de wedstrijd tegen Chinees Taipei in de eerste ronde van de kwalificatie voor het wereldkampioenschap van 2018.
| Interlands van Adi Said voor Brunei | Interlands van Adi Said voor Brunei | Interlands van Adi Said voor Brunei | Interlands van Adi Said voor Brunei | Interlands van Adi Said voor Brunei   | Interlands van Adi Said voor Brunei |
| №                                   | Datum                               | Wedstrijd                           | Uitslag                             | Competitie                            | Goals                               |
| Als speler bij DPMM                 | Als speler bij DPMM                 | Als speler bij DPMM                 | Als speler bij DPMM                 | Als speler bij DPMM                   | Als speler bij DPMM                 |
| ----------------------------------- | ----------------------------------- | ----------------------------------- | ----------------------------------- | ------------------------------------- | ----------------------------------- |
| 1                                   | 5 oktober 2012                      | Myanmar – Brunei                    | 1 – 0                               | Zuidoost-Azië Cup 2012 (kwalificatie) |                                     |
| 2                                   | 9 oktober 2012                      | Cambodja – Brunei                   | 2 – 3                               | Zuidoost-Azië Cup 2012 (kwalificatie) |                                     |
| 3                                   | 11 oktober 2012                     | Brunei – Laos                       | 1 – 3                               | Zuidoost-Azië Cup 2012 (kwalificatie) |                                     |
| 4                                   | 13 oktober 2012                     | Brunei – Oost-Timor                 | 2 – 1                               | Zuidoost-Azië Cup 2012 (kwalificatie) | 16'                                 |
| 5                                   | 12 oktober 2014                     | Oost-Timor – Brunei                 | 4 – 2                               | Zuidoost-Azië Cup 2014 (kwalificatie) | 35'                                 |
| 6                                   | 14 oktober 2014                     | Laos – Brunei                       | 4 – 2                               | Zuidoost-Azië Cup 2014 (kwalificatie) |                                     |
| 7                                   | 16 oktober 2014                     | Brunei – Myanmar                    | 1 – 3                               | Zuidoost-Azië Cup 2014 (kwalificatie) | 78'                                 |
| 8                                   | 20 oktober 2014                     | Cambodja – Brunei                   | 1 – 0                               | Zuidoost-Azië Cup 2014 (kwalificatie) |                                     |
| 9                                   | 12 maart 2015                       | Chinees Taipei – Brunei             | 0 – 1                               | WK 2018 (kwalificatie)                | 36'                                 |
| 10                                  | 17 maart 2015                       | Brunei – Chinees Taipei             | 0 – 2                               | WK 2018 (kwalificatie)                |                                     |

Bijgewerkt op 1 juli 2015.

## Erelijst
DPMM FC
- Bekerwinnaar

2012, 2014